# هارتمن ۳۳۴۱
سیارک ۳۳۴۱ (به انگلیسی: 3341 Hartmann، نامگذاری:1980OD) سه هزار و سیصد و چهل و یکمین سیارک کشف شده‌است که در ۱۷ ژوئیه ۱۹۸۰ کشف شد.
قدر مطلق سیارک برابر ۱۲٫۶۰ است.